# Vilhjálmur Stefánsson
Vilhjálmur Stefánsson (født 3. november 1879 i Canada, død 26. august 1962) var en canadisk polarforsker. Navnet skyldes, at han havde islandske forældre.

## Rejser
I 1906 rejste han til mundingen af Mackenzie River for at støde til den af Ejnar Mikkelsen ledede ekspedition, som om bord på skibet "Duchess of Bedford" skulle gå nord om Alaska. På grund af skibets forlis kom Stefánsson ikke til at deltage i ekspeditionen, men henvist til de stedlige eskimoers hjælp lærte han deres liv og vilkår at kende på en måde, der blev af afgørende betydning for hans senere rejser.
For The American Museum of Natural History i New York berejste han sammen med dr. Anderson 1908—1912 Alaskas nordkyst og strækningen øst på til Victoria Island og Coronation Gulf, hvis hidtil næsten ukendte befolkning nu for første gang blev nærmere studeret. Mest opsigt vakte disse eskimoer imidlertid ved, at der iblandt dem fandtes flere såkaldte "blonde" individer, som Stefánsson mente nedstammede fra nordboerne på Grønland, en hypotese, der ikke vandt almindelig tilslutning.
I 1913—1918 ledede Stefánsson for den kanadiske regering en omfattende ekspedition, hvis formål blandt andet var at sikre Kanada herredømmet over alle øerne nord for det kanadiske fastland. Mens en sydlig afdeling under dr. Anderson foretog omfattende undersøgelser i egnen om Coronation Gulf, foretog Stefánsson selv en række glimrende gennemførte slæderejser i det arktiske arkipel, hvor han fandt to betydelige øer mellem Melville og Ellef Ringnes Land og en tredje nord for denne. Et delvist ulykkeligt udfald fik ekspeditionen ved forliset af skibet "Karluk" og flere medlemmers død på Wrangel-øen.
Efter ekspeditionens afslutning udtalte Stefánsson:
»Vi har godtgjort, at mennesker, uden hjælp af sådanne hjælpemidler som fx aeroplanet, men alene afhængige af geværer og andre ting, som let kan skaffes frem på en eller to slæder — kan rejse i det arktiske område (når undtages Grønlands indre), uden at medføre proviant, ja, de kan gøre det ikke blot i fuldkommen sikkerhed, men også bekvemt. — — — Vi har godtgjort, at antallet af sæler og den lethed, hvormed de kan erholdes, ikke står i noget absolut afhængighedsforhold til breddegrad, havdybde eller afstand fra land«.
I 1921 startede Stefánsson en ny ekspedition over Beaufortsøen og det arktiske hav nord om Alaska og Østsibirien. En afdeling tog 1921 vinterkvarter på Wrangeløen, som okkuperedes på Kanadas vegne, hvilket vakte protester fra både USAs og Ruslands side. En hjælpeekspedition, som blev udsendt i 1922, fandt året efter, at afdelingen var forulykket med undtagelse af en eskimokvinde.

## Personlighed
Stefánsson førte i sit forfatterskab blandt andet en temmelig kraftig agitation for kolonisering, i det arktiske område. Han blev af den samtidige danske polarforsker Kaj Birket-Smith anset for "en ypperlig rejsende og god iagttager, men med en vis trang til at sætte sig selv i relief".

## Forfatterskab
- My Life with the Eskimo, 1912 (online)
- The friendly Arctic, 1922 (online)
- Hunters of the Great North, 1922 (online)
- Snehytternes folk (1924)
- The Northward course of Empire, 1923 (online)
- The Adventure of Wrangel Island, 1925 (online)
- Northward ho! An account of the Far North, 1927, (online)
- The Three Voyages of Martin Frobisher, 1938, (online)
- Iceland: The First American Republic, 1939
- Unsolved mysteries of the Arctic, 1939
- Ultima Thule, 1940, (online)
- Greenland, 1942
- Arctic Manual, 1944
- Compass of the World (Mitautor: Hans W. Weigert), 1944
- The Encyclopedia Arctica, 16 Bände 1947–1951 (as editor, online)
- Not by bread alone, New York, MacMillan 1946; extended edition with title The Fat of the Land, New York, Macmillan, 1956, ²1961
- Great Adventures and Explorations (Mitautor: Olive Rathbun Wilcox), 1947
- Northwest to Fortune, 1958
- Cancer: Disease of civilization? An anthropological and historical study, 1960
- Discovery – the autobiography of Vilhjalmur Stefansson, 1964